# Marien Ngouabi
Marien Ngouabi (Ombellé, 31 dicembre 1938 – Brazzaville, 18 marzo 1977) è stato un politico e militare della Repubblica del Congo.
Dal gennaio 1969 al marzo 1977 è stato Presidente della Repubblica del Congo.
Nel 1969 organizzò un colpo di Stato e salì al potere. In seguito cambiò il nome del Paese in Repubblica Popolare del Congo e dichiarò il Partito Congolese del Lavoro unico partito politico legale. Nel gennaio 1975 presentò giuramento per un nuovo mandato e nello stesso anno firmò un patto di aiuto economico con l'Unione Sovietica.
Venne ucciso nel marzo 1977.